# ميشطة بنتية
ميشطة بنتية (الاسم العلمي:Anogeissus bentii) هي نوع من النباتات يتبع جنس الميشطة من الفصيلة القمبريطية.